# 仮面ライダー10号誕生記念・石森章太郎のオールナイトニッポン
- 仮面ライダーシリーズ > 仮面ライダーZX > 仮面ライダー10号誕生記念・石森章太郎のオールナイトニッポン
- オールナイトニッポン > 仮面ライダー10号誕生記念・石森章太郎のオールナイトニッポン

『仮面ライダー10号誕生記念・石森章太郎のオールナイトニッポン』（かめんライダーじゅうごうたんじょうきねん いしもりしょうたろうのオールナイトニッポン）は1982年（昭和57年）8月15日1時から5時（8月14日未明））（JST）にニッポン放送をキーステーションに全国ネットでラジオハウス銀河から公開生放送されたラジオ番組。

## 内容
1982年よりメディア展開が開始された仮面ライダー10号の誕生を記念して放送された仮面ライダーシリーズを始めとする漫画家石森章太郎の作品をテーマとした番組である。オールナイトニッポン枠でアニメや漫画を題材とした例はいくつかあるが、特撮ヒーローを中心としたものは2014年時点で本番組が唯一と紹介されていた。
この番組にて、1982年6月より公募された仮面ライダー10号の正式な名前が仮面ライダーZXと発表された。翌日（同日）13時からは向ヶ丘遊園で仮面ライダー10号ネーミング発表会も開催され、石森ら主要出演者は徹夜明けで同イベントにも臨んだ。
第1部は「仮面ライダー」をテーマとし、出演者によるトークやラジオドラマ『仮面ライダー10号』で構成された。第2部は「漫画」を中心とした内容であった。また、4時間を通して「深夜のライダー交通安全キャンペーン」として、有楽町から湘南海岸へ移動するバイク隊からの中継もあった。

## 出演
- 石森章太郎
- 塚たんくろう[注釈 3] - 進行役
- 乱一世 - 移動中継
- 尾形大作

### 第1部
- 藤岡弘（録音メッセージ）
- 佐々木剛
- 高杉俊价
- 小林昭二
- 塚本信夫

### 第2部
- さいとう・たかを
- 藤子不二雄
- 永井豪
- 中村ブン

### ラジオドラマ出演
- 村雨良 / 仮面ライダーZX：神谷明
- 村雨しずか：向殿あさみ
- 暗闇大使：小林清志
- ドクガロイド：渡部猛
- 国防庁長官：辻村真人
- ナレーター：富田耕生